# 大發DNGA
DNGA平台（英語：Daihatsu New Global Architecture，直译：大發新全球架构）是日本大發工業推出的模組化汽车平台，2019年隨第4代大發Tanto上市而首度量產，是以日本和海外新興市場為主的平台，設計上主攻小型車款，包括日本專用的K-car輕型車與A-segment、B-segment尺寸的小型車。不僅用於生产大發自家的車款，也應用在部分丰田、馬來西亞Perodua的车型，可對應設計需要在不同的車輛尺寸與傳動系統上做調整，藉泛用性來降低開發與生產的成本。

## 应用

### DNGA-A（A-segment）
- 2019年至今：Daihatsu Rocky（A200）[5]
- 2023年至今：Daihatsu Ayla（A350）[6]

### DNGA-B（B-segment）
- 2021年至今：Daihatsu Xenia（W100）[7]
- 2022年至今：Toyota Vios（AC100）[8]
- 2023年至今：Toyota Yaris Cross （AC200）[9]